# 81.
◄ | 1. stoljeće pr. Kr. | 1. stoljeće | 2. stoljeće | ►
◄ | 50-ih | 60-ih | 70-ih | 80-ih | 90-ih | 100-ih | 110-ih | ►
◄◄ | ◄ | 78. | 79. | 80. | 81. | 82. | 83. | 84. | ► | ►►
Astronomija • Književnost • Kršćanstvo

## Događaji
- 13. rujna – Nakon smrti brata Tita, vlast nad Rimskim Carstvom preuzeo je Domicijan. Za njegove vladavine (do 96. godine) počela je gradnja linija utvrda kao desnorajnske granice protiv prijetećih upada Germana.

## Vanjske poveznice
|  | Zajednički poslužitelj ima još gradiva o temi 81. |